# 奥切普哈河
奥切普哈河（俄語：Река Очепуха）或落帆川（日语：／）是萨哈林州科尔萨科夫区的河流，源起苏苏奈斯基山脉，长31公里，流域面积206平方公里，在森林村注入鄂霍次克海。

## 名称
名称来源于阿伊努语对河流的名称“Отцобоука”，对河口村庄的名称是“Отчех-Поко”。
Отцобоука 是萨哈林岛海岸东部的小河流，位于岛的南部，从苏苏奈斯基山脉流出并注入捷尔佩尼耶湾，长18俄里。
——《阿穆尔州和滨海边疆区地理统计词典》(1894)

## 引用
1. ↑  М·Г·瓦西科夫斯基. . 列宁格勒: 气象出版社. 1973 （俄语）.
2. ↑  . 国家水登记处.   [2024-01-02]. （原始内容存档于2023-10-10） （俄语）.
3. ↑  Александр Кириллов. . 1894: 543.